# Dalibor Miloš Krno
Dalibor Miloš Krno (12. srpna 1901 – 6. září 1983) byl slovenský publicista, vysokoškolský pedagog a diplomat, vyslanec Československé republiky v Rakousku.

## Život
Narodil se do slovenské rodiny v Novém Sadu, jeho otcem byl právník Miloš Svetozár Krno. Studoval na Právnické fakultě Univerzity Karlovy (1919–1920) a poté na Českém vysokém učení technickém (1920–1922) v Praze. V závěru druhé světové války se účastnil Slovenského národního povstání (je nositelem Řádu SNP). Po válce působil na velvyslanectví v Budapešti a v letech 1949 až 1951 byl vyslancem v Rakousku. Počátkem roku 1951 musel kvůli svému vztahu k Vladimíru Clementisovi odstoupit. Poté vyučoval na Právnické a Filozofické fakultě Univerzity Komenského v Bratislavě. Je autorem řady textů o mezinárodních vztazích, právu a dějinách novinářství. Zemřel v Bratislavě ve věku 82 let.

## Dílo
- Maďarská cesta k demokracii (Obroda, 1946)
- Paríž 1946: Pripravoval sa mier s Maďarskom (Povereníctvo informácií, 1947; druhé vydání Stála konferencia slovenskej inteligencie Slovakia Plus, 1996)
- O medzinárodných vztahoch r. 1870-1952 (Slovenské pedagogické nakladateľstvo, 1955)
- Štyridsať rokov posobenia dekrétu o mieri (Slovenský výbor obrancov mieru, 1957)
- Kam speje kolonializmus? (Osveta, 1958)
- O otázkach vojny a mieru (Osveta, 1961)
- Medzinárodné právo, jeho vznik a vývoj (Vydavatelstvo politickej literatúry, 1964)